# Жижан
Жижан (фр. Gigean) је насеље и општина у јужној Француској у региону Лангдок-Русијон, у департману Еро која припада префектури Монпелије.
По подацима из 2011. године у општини је живело 5813 становника, а густина насељености је износила 351,03 становника/km². Општина се простире на површини од 16,56 km². Налази се на средњој надморској висини од 44 метара (максималној 232 m, а минималној 10 m).

## Демографија
| 1962. | 1968. | 1975. | 1982. | 1990. | 1999. | 2011. |
| ----- | ----- | ----- | ----- | ----- | ----- | ----- |
| 1.704 | 1.847 | 2.135 | 2.021 | 2.529 | 3.552 | 5.813 |

График промене броја становника у току последњих година